# Автошлях B10 (Німеччина)
Федеральний автошлях 10 (B10, нім. Bundesstraße 10)  — німецька федеральна дорога, проходить на південному заході Німеччини через три ділянками від муніципалітету Саар Еппельборн до Нового Ульма, де закінчується на A7.